# Sitalcas
Sitalcas ruralis és una espècie d'aranya araneomorfa de la subfamília dels erigonins, dins de la família Linyphiidae. És l'únic membre del gènere monotípic Sitalcas.
Es poden trobar als Estats Units.
Fou descrit per primera vegada per S. C. Bishop i C. R. Crosby l'any 1938,